# Женская сборная Колумбии по волейболу
Женская национальная сборная Колумбии по волейболу (исп. Selección femenina de voleibol de Colombia) — представляет Колумбию на международных волейбольных соревнованиях. Управляющей организацией выступает Федерация волейбола Колумбии (исп. Federación Colombiana de Voleibol).

## История
Ассоциация волейбола Колумбии образована в 1938 году путём объединения четырёх провинциальных волейбольных лиг. В 1955 ассоциация была преобразована в федерацию и в том же году вступила в ФИВБ.
На международную арену женская национальная команда Колумбии вышла позже, чем большинство южноамериканских сборных. Первым официальным турниром для колумбийских волейболисток стал 8-й чемпионат Южной Америки, прошедший в 1969 в Венесуэле. Среди 6 команд-участниц колумбийки оказались слабейшими. На двух следующих первенствах континента (в 1971 и 1973) сборная Колумбии также была среди аутсайдеров, после чего взяла паузу в выступлениях на 10 лет.
В 1983 году сборная Колумбии вернулась на международную арену, но на протяжении 26 лет ограничивалась выступлениями только в континентальных турнирах. В 1991 колумбийские волейболистки впервые стали призёрами чемпионата Южной Америки, выиграв «бронзу», и эти медали вплоть до 2015 года оставались единственной их наградой в южноамериканских первенствах, хотя за это время колумбийки неоднократно приближались вплотную к пьедесталу.
С 2009 сборная Колумбии принимает участие и в отборочных турнирах чемпионатов мира, но жёсткая квалификационная квота в две путёвки для Южной Америки не даёт волейболисткам страны возможности пробиться на мировое первенство.
В 2015 году под руководством нового наставника, которым стал аргентинец Эдуардо Гильяуме (прежний главный тренер бразилец Мауро Мараскиуло возглавил сборную Перу), сборная Колумбии приняла участие в четырёх официальных турнирах — квалификации Кубка мира, Панамериканском Кубке, Гран-при и чемпионате Южной Америки. На первом из них колумбийские волейболистки не сумели решить задачу попадания на Кубок мира, заняв в отборочном турнире 3-е место при необходимости стать как минимум вторыми, а на Панамериканском Кубке оказались далеко от призового места. Знаменательным событием для колумбиек стало первое участие в Гран-при, что произошло из-за отказа от выступления в этом турнире команды Южной Кореи. Сборная Колумбии была заявлена в 3-й дивизион, первенствовала на предварительной стадии, но в полуфинале проиграла волейболисткам Перу. В матче же за 3-е место в трёх сетах Колумбия уверенно обыграла хозяек финала четырёх сборную Австралии. В сентябре и октябре на проходившем в колумбийской Картахене чемпионате Южной Америки хозяйки соревнований после 14-летнего перерыва во второй раз в своей истории выиграли медали континентального первенства. Став в своей группе предварительного этапа вторыми, колумбийские волейболистки в полуфинале попали на безоговорочного лидера южноамериканского женского волейбола — сборную Бразилии — и вполне закономерно не смогли составить ей никакой конкуренции. В матче за «бронзу» команда Колумбии в пяти сетах оказалась сильнее аргентинской сборной, выступавшей в экспериментальном составе. В символическую сборную турнира вошла либеро сборной Колумбии Камила Гомес.
После неудачного сезона 2016 года, когда колумбийские волейболистки не смогли пробиться на Олимпиаду-2016, а также попасть в число призёров Панамериканского Кубка и 3-го дивизиона Гран-при, аргентинский наставник национальной команды Эдуардо Гильяуме ушёл в отставку, а в январе 2017 назначен главным тренером женской сборной Чили. Новым тренером колумбийской сборной стал бразилец Антонио Ризола. Под его руководством национальная команда Колумбии показала свой лучший результат на чемпионатах Южной Америки, став серебряным призёром турнира, даже выступая без ряда своих лидеров.
В целом волейбол в Колумбии значительно уступает в популярности в первую очередь таким игровым видам спорта как футбол и баскетбол. Негативно на результатах сборной сказывается тот факт, что всё большее количество волейболисток страны уезжают в зарубежные клубы и перед каждым турниром возникают проблемы с привлечением всех потенциально сильнейших игроков в состав национальной команды. В частности, в 2014, 2015, 2017 и 2018 годах за сборную не выступала её безусловный лидер последних лет нападающая Маделайн Монтаньо, признанная лучшим игроком чемпионата Южной Америки 2013, хотя на нём колумбийские волейболистки даже не вошли в число призёров.
В 2018 году колумбийская сборная выиграла медали на трёх из четырёх турнирах, в которых принимала участие — «золото» на Южноамериканских играх и «серебро» Кубка претендентов ФИВБ и Центральноамериканских и Карибских игр. Год спустя колумбийские волейболистки участвовали в трёх турнирах и во всех финишировали с медалями — серебряными (Панамериканские игры) и бронзовыми (Панамериканский Кубок и чемпионат Южной Америки).
Очередной чемпионат Южной Америки, проведённый в 2021 году в колумбийской Барранкабермехе, едва не принёс громкую сенсацию, когда в последнем матче турнира, проходившего по круговой системе, колумбийские волейболистки оказались в шаге от «сухой» победы над безусловным гегемоном континентального женского волейбола — сборной Бразилии. И всё же бразильянки, уступая по ходу поединка 0:2, сумели вырвать 3-й сет со счётом 26:24 и, несмотря на поражение 1:3, лишь по лучшему соотношению партий опередили колумбиек в итоговой расстановке. Серебряные награды позволили команде Колумбии обеспечить себе путёвку на чемпионат мира 2022 года, где она дебютировала на мировых волейбольных первенствах.       

## Результаты выступлений и составы

### Олимпийские игры
В Олимпийских волейбольных турнирах 1964—2008 (основной турнир и квалификация) сборная Колумбии участия не принимала.
- 2012 — не квалифицировалась
- 2016 — не квалифицировалась
- 2020 — не квалифицировалась
- 2024 — не квалифицировалась

- 2012 (квалификация): Паола Ампудия, Мария Маргарита Мартинес, Лорена Сульета Гарсия, Маделайн Монтаньо, Диана Арречеа, Каталина Чарри, Данна Эскобар, Ивонн Монтаньо, Камила Гомес Эрнандес, Мелисса Ранхель Паэс, Мария Алехандра Марин Верхельст, Дальхис Вильялобос. Тренер — Мауро Мараскиуло.
- 2016 (квалификация): Паола Ампудия, Йейси Сото, Кенни Морено Пино, Даяна Сеговия Эльес, Лорена Сульета Гарсия, Маделайн Монтаньо, Мери Фелиса Мансильо, Хулиана Торо Вильяда, Камила Гомес Эрнандес, Мария Алехандра Марин Верхельст, Мелисса Ранхель Паэс, Даниэла Кастро, Мария Маргарита Мартинес Мина, Аманда Конео Кардона. Тренер — Эдуардо Гильяуме.

### Чемпионаты мира
В чемпионатах мира 1952—2006 (основной турнир и квалификация) сборная Колумбии участия не принимала.
- 2010 — не квалифицировалась
- 2014 — не квалифицировалась
- 2018 — не квалифицировалась
- 2022 — 21-е место
- 2025 —

- 2010 (квалификация): Этанислада Куэльо, Даниэла Гутьеррес, Марта Ниева, Даниэла Оспина, Лина Мария Ванегас, Мери Мансилья, Юрани Романья, Йоханна Ледесма, Диана Сулуага, Лорена Сулета, Паула Кортес, Синди Рамирес. Тренер — Карлос Апарисио.
- 2014 (квалификация): Мери Мансилья, Маделайн Монтаньо, Синди Рамирес, Мелисса Ранхель, Паола Ампудия, Марта Ниева, Камила Гомес, Мария Маргарита Мартинес, Ванда Бангеро, Мануэла Варгас, Хулиана Торо. Тренер — Мауро Мараскиуло.
- 2022: Дарлевис Москера Дуран, Йейси Сото Нуньес, Даяна Сеговия Дуран, Ана Карина Олайя Гамбоа, Валерин Карабали де ла Крус, Маделлайн Монтаньо, Лаура Паскуа Трахалес, Хулиана Торо Вильяда, Камила Гомес Эрнандес, Анхье Веласкес, Мария Алехандра Марин Верхельст, Мелисса Ранхель Паэс, Мария Маргарита Мартинес Мина, Аманда Конео Кардона. Тренер — Антонио Ризола Нето.

### Кубок мира
В розыгрышах Кубка мира до 2011 сборная Колумбии участия не принимала.
- 2015 — не квалифицировалась
- 2019 — не участвовала

### Гран-при
В розыгрышах Гран-при до 2014 сборная Колумбии не участвовала.
- 2015 — 23-е место (3-е в 3-м дивизионе)
- 2016 — 24-е место (4-е в 3-м дивизионе)
- 2017 — 19-е место (7-е во 2-м дивизионе)

- 2015: Паола Ампудия, Йейси Сото, Даяна Сеговия Эльес, Габриэла Конео, Ориана Герреро, Мануэла Варгас, Либис Мармолехо, Диана Арречеа, Ивонн Монтаньо, Камила Гомес Эрнандес, Мария Алехандра Марин, Синди Мария Рамирес, Мария Маргарита Рамирес, Аманда Конео Кардона. Тренер — Эдуардо Гуильяуме.
- 2016: Йейси Сото, Кенни Морено Пино, Даяна Сеговия Эльес, Лорена Сульета Гарсия, Маделайн Монтаньо, Мери Фелиса Мансильо, Хулиана Торо Вильяда, Камила Гомес Эрнандес, Мария Алехандра Марин Верхельст, Мелисса Ранхель Паэс, Даниэла Кастро, Мария Маргарита Мартинес Мина, Аманда Конео Кардона. Тренер — Эдуардо Гильяуме.
- 2017: Йейси Сото, Даяна Сеговия Эльес, Мелисса Монтеро Монтес, Ана Карина Олайя Гамбоа, Лорена Сульета Гарсия, Хулиана Торо Вильяда, Валерин Карабали де ла Крус, Жизель Перес Пинеда, Камила Гомес Эрнандес, Мария Алехандра Марин Верхельст, Мелисса Ранхель Паэс, Мария Маргарита Мартинес Мина, Аманда Конео Кардона, Вероника Пасос. Тренер — Антонио Ризола Нето.

### Кубок претендентов ФИВБ
- 2018 —  2-е место
- 2019 — не участвовала
- 2022 — 4-е место
- 2023 —  3-е место

- 2018: Дарлевис Москера Дуран, Йейси Сото, Даяна Сеговия Эльес, Ана Карина Олайя Гамбоа, Валерин Карабали де ла Крус, Хулиана Торо Вильяда, Жизель Перес Пинеда, Камила Гомес Эрнандес, Анхье Веласкес, Мария Алехандра Марин Верхельст, Мелисса Ранхель Паэс, Мария Маргарита Мартинес Мина, Аманда Конео Кардона, Вероника Пасос. Тренер — Антонио Ризола Нето.

### Чемпионаты Южной Америки
| - 1951 — не участвовала - 1956 — не участвовала - 1958 — не участвовала - 1961 — не участвовала - 1962 — не участвовала - 1964 — не участвовала - 1967 — не участвовала - 1969 — 6-е место - 1971 — 7-е место - 1973 — 7-е место - 1975 — не участвовала - 1977 — не участвовала - 1979 — не участвовала - 1981 — не участвовала - 1983 — 5-е место - 1985 — 4-е место - 1987 — не участвовала - 1989 — не участвовала | - 1991 — 3-е место - 1993 — 4-е место - 1995 — не квалифицировалась - 1997 — не участвовала - 1999 — не участвовала - 2001 — не квалифицировалась - 2003 — 4-е место - 2005 — не участвовала - 2007 — 6-е место - 2009 — 4-е место - 2011 — 4-е место - 2013 — 4-е место - 2015 — 3-е место - 2017 — 2-е место - 2019 — 3-е место - 2021 — 2-е место - 2023 — 3-е место |

- 1991: Лаура Гарника, Наталья Гарсия, Сандра Кано, Исабель Сильва, Моника Фернандес, Маргарита Варгас, Клаудия Лебрун, Маргарита Алонсо, Глория Пелаэс, Моника Дукуэ, Ана Урибе, Глинис Валенсия. Тренер — Хорхе Горрити.
- 2015: Йейси Сото, Даяна Сеговия Эльес, Ориана Герреро, Мануэла Варгас, Либис Мармолехо, Габриэла Уолтон, Диана Арречеа, Ивонн Монтаньо, Камила Гомес Эрнандес, Мария Алехандра Марин Верхельст, Даниэла Кастро, Аманда Конео Кардона. Тренер — Эдуардо Гуильяуме.
- 2017: Йейси Сото, Даяна Сеговия Эльес, Мелисса Монтеро Монтес, Лорена Сульета Гарсия, Хулиана Торо Вильяда, Жизель Перес Пинеда, Камила Гомес Эрнандес, Мария Алехандра Марин Верхельст, Мелисса Ранхель Паэс, Мария Сармьенто, Мария Маргарита Мартинес Мина, Аманда Конео Кардона, Вероника Пасос, Адриана Дуран. Тренер — Антонио Ризола Нето.
- 2019: Дарлевис Москера Дуран, Даяна Сеговия Эльес, Ана Карина Олайя Гамбоа, Валерин Карабали де ла Крус, Хулиана Торо Вильяда, Жизель Перес Пинеда, Ивонн Монтаньо, Анхье Веласкес, Мария Алехандра Марин Верхельст, Мелисса Ранхель Паэс, Мария Сармьенто, Мария Маргарита Мартинес Мина, Аманда Конео Кардона, Данна-Паола Эскобар Лукуми. Тренер — Антонио Ризола Нето.
- 2021: Дарлевис Москера Дуран, Йейси Сото Нуньес, Даяна Сеговия Дуран, Ана Карина Олайя Гамбоа, Валерин Карабали де ла Крус, Хулиана Торо Вильяда, Ивонн Монтаньо, Камила Гомес Эрнандес, Анхье Веласкес, Мария Алехандра Марин Верхельст, Мелисса Ранхель Паэс, Мария Маргарита Мартинес Мина, Аманда Конео Кардона, Ориана Герреро. Тренер — Антонио Ризола Нето.
- 2023: Даяна Сеговия Эльес, Лаура Паскуа Грахалес, Ана Карина Олайя Гамбоа, Валерин Карабали де ла Крус, Лаура Сапата Родригес, Майра Оспино Монтеро, Хулиана Торо Вильяда, Камила Гомес Эрнандес, Анхье Веласкес, Мелисса Ранхель Паэс, Мария Маргарита Мартинес Мина, Аманда Конео Кардона, Дорис Манко Гонсалес, Йени Мурильо. Тренер — Антонио Ризола Нето.

### Панамериканские игры
Сборная Колумбии принимала участие в трёх волейбольных турнирах Панамериканских игр.
- 1971 — 7-е место
- 2019 —  2-е место
- 2023 — 6-е место

- 2019: Дарлевис Москера Дуран, Даяна Сеговия Эльес, Ана Карина Олайя Гамбоа, Валерин Карабали де ла Крус, Хулиана Торо Вильяда, Камила Гомес Эрнандес, Анхье Веласкес, Мария Алехандра Марин Верхельст, Мелисса Ранхель Паэс, Мария Маргарита Мартинес Мина, Аманда Конео Кардона, Вероника Пасос. Тренер — Антонио Ризола Нето.

### Панамериканский Кубок
В розыгрышах Панамериканского Кубка 2002—2011 сборная Колумбии участия не принимала.
- 2012 — 11-е место
- 2013 — 9-е место
- 2014 — 7-е место
- 2015 — 8-е место
- 2016 — 7-е место
- 2017 — 8-е место
- 2018 — 5-е место
- 2019 —  3-е место
- 2021 — не участвовала
- 2022 —  2-е место
- 2023 — 5-е место
- 2024 —  3-е место

- 2014: Аманда Конео Кардона, Йейси Сото, Даниэла Кастро, Мария Маргарита Мартинес Мина, Ана Исабель Маньяррес, Юрани Романья, Диана Арречеа, Данна Эскобар, Ивонн Монтаньо, Камила Гомес Эрнандес, Мария Алехандра Марин Верхельст, Ванда Багеро. Тренер — Мауро Мараскиуло.
- 2015: Паола Ампудия, Йейси Сото, Даяна Сеговия Эльес, Габриэла Конео, Ориана Герреро, Мануэла Варгас, Либис Мармолехо, Диана Арречеа, Ивонн Монтаньо, Камила Гомес Эрнандес, Мария Алехандра Марин Верхельст, Синди Мария Рамирес, Мария Маргарита Рамирес, Аманда Конео Кардона. Тренер — Эдуардо Гуильяуме.
- 2016: Мария Паола Карабальо, Йейси Сото, Кенни Морено Пино, Даяна Сеговия Эльес, Лорена Сульета Гарсия, Мери Фелиса Мансильо, Камила Гомес Эрнандес, Мария Фернанда Арарат, Мария Алехандра Марин Верхельст, Мелисса Ранхель Паэс, Валерия Алегриас, Мария Маргарита Мартинес Мина. Тренер — Эдуардо Гильяуме.
- 2017: Дарлевис Москера Дуран, Йейси Сото, Даяна Сеговия Эльес, Мелисса Монтеро Монтес, Ана Карина Олайя Гамбоа, Эмелис Мартинес, Хулиана Торо Вильяда, Валерин Карабали де ла Крус, Жизель Перес Пинеда, Камила Гомес Эрнандес, Мария Алехандра Марин Верхельст, Мария Маргарита Мартинес Мина, Вероника Пасос, Адриана Дуран. Тренер — Антонио Ризола Нето.
- 2019: Дарлевис Москера Дуран, Даяна Сеговия Эльес, Ана Карина Олайя Гамбоа, Валерин Карабали де ла Крус, Хулиана Торо Вильяда, Ивонн Монтаньо, Камила Гомес Эрнандес, Анхье Веласкес, Мария Алехандра Марин Верхельст, Мелисса Ранхель Паэс, Мария Маргарита Мартинес Мина, Аманда Конео Кардона, Вероника Пасос, Данна-Паола Эскобар Лукуми. Тренер — Антонио Ризола Нето.
- 2022: Дарлевис Москера Дуран, Йейси Сото Нуньес, Даяна Сеговия Эльес, Ана Карина  Олайя Гамбоа, Маделлайн Монтаньо, Лаура Паскуа Трахалес, Хулиана Торо Вильяда, Камила Гомес Эрнандес, Анхье Веласкес, Мария Алехандра Марин Верхельст, Мелисса Ранхель Паэс, Мария Маргарита Мартинес Мина, Аманда Конео Кардона. Тренер — Антонио Ризола Нето.

### Центральноамериканские и Карибские игры
| - 1938 — не участвовала - 1946 — не участвовала - 1959 — не участвовала - 1962 — не участвовала - 1966 — не участвовала - 1970 — не участвовала - 1974 — не участвовала - 1978 — 4-е место - 1982 — не участвовала - 1986 — 6-е место | - 1990 — не участвовала - 1993 — не участвовала - 1998 — не участвовала - 2002 — не участвовала - 2006 — 6-е место - 2010 — не участвовала - 2014 — 6-е место - 2018 — 2-е место - 2023 — 4-е место |

- 2014: Паола Ампудия, Йейси Сото, Мануэла Варгас, Вероника Пасос, Юрани Романья, Диана Арречеа, Данна Эскобар, Ивонн Монтаньо, Камила Гомес, Алехандра Марин, Мария Маргарита Мартинес, Аманда Конео. Тренер — Мауро Мараскиуло.
- 2018: Йейси Сото, Даяна Сеговия Эльес, Ана Карина Олайя Гамбоа, Валерин Карабали де ла Крус, Хулиана Торо Вильяда, Жизель Перес Пинеда, Ивонн Монтаньо, Анхье Веласкес, Мария Алехандра Марин Верхельст, Мелисса Ранхель Паэс, Мария Сармьенто, Мария Маргарита Мартинес Мина, Аманда Конео Кардона, Вероника Пасос. Тренер — Антонио Ризола Нето.

### Южноамериканские игры
- 1978 — не участвовала
- 1982 — не участвовала
- 2010 — 4-е место
- 2014 — 5-е место
- 2018 —  1-е место
- 2022 — 4-е место

- 2018: Дарлевис Москера Дуран, Даяна Сеговия Эльес, Мелисса Монтеро Монтес, Ана Карина Олайя Гамбоа, Валерин Карабали де ла Крус, Хулиана Торо Вильяда, Жизель Перес Пинеда, Камила Гомес Эрнандес, Мария Алехандра Марин Верхельст, Мелисса Ранхель Паэс, Мария Маргарита Мартинес Мина, Аманда Конео Кардона. Тренер — Антонио Ризола Нето.

### Боливарианские игры
- 2-е место — 1985
- 3-е место — 2005, 2013, 2017

## Состав
Сборная Колумбии в розыгрыше Панамериканского Кубка 2024.
| №  | Имя, фамилия                    | Год рождения | Рост | Амплуа      | Клуб                             |
| -- | ------------------------------- | ------------ | ---- | ----------- | -------------------------------- |
| 1  | Валентина Гавирия Перес         | 2003         | 185  | нападающая  | «Сирколо Спортиво Итальяно» Лима |
| 2  | Мануэла Сьерра Посада           | 1998         | 178  | нападающая  | «Влазния» Шкодер                 |
| 3  | Даяна Сеговия Эльес             | 1996         | 182  | нападающая  | «Гран-Канария» Лас-Пальмас       |
| 4  | Лаура Паскуа Грахалес           | 2002         | 180  | нападающая  | «Сайре Майсер» Лас-Пальмас       |
| 5  | Ана Карина Олайя Гамбоа         | 2002         | 186  | нападающая  | «Унет-Ямамай» Бусто-Арсицио      |
| 6  | Валерин Карабали де ла Крус     | 2000         | 182  | центральная | «Вандёвр-Нанси» Нанси            |
| 8  | Лаура Сапата Родригес           | 2005         | 156  | либеро      | «Рисаральда» Перейра             |
| 9  | Данни Меса Торо                 | 2004         | 186  | нападающая  | «Теута» Дуррес                   |
| 11 | Карен Рентерия Морено           | 2003         | 179  | нападающая  | «Вальекаукана» Кали              |
| 12 | Либис Мармолехо                 | 1992         | 186  | центральная | «Хувсгул Эрчим» Улан-Батор       |
| 13 | Камила Гомес Эрнандес           | 1995         | 158  | либеро      | «Омаха Суперновас»               |
| 14 | Анхье Веласкес                  | 2000         | 171  | связующая   | «Флайнш»                         |
| 15 | Мария Алехандра Марин Верхельст | 1995         | 178  | связующая   | «Мюлуз Эльзас» Мюлуз             |
| 16 | Мелисса Ранхель Паэс            | 1994         | 193  | центральная | «Ребаса Акоста» Кальяо           |

- Главный тренер — Эрнан Осорио Эстрада.
- Тренеры — Анхело Кисено Ороско.

## Фотогалерея

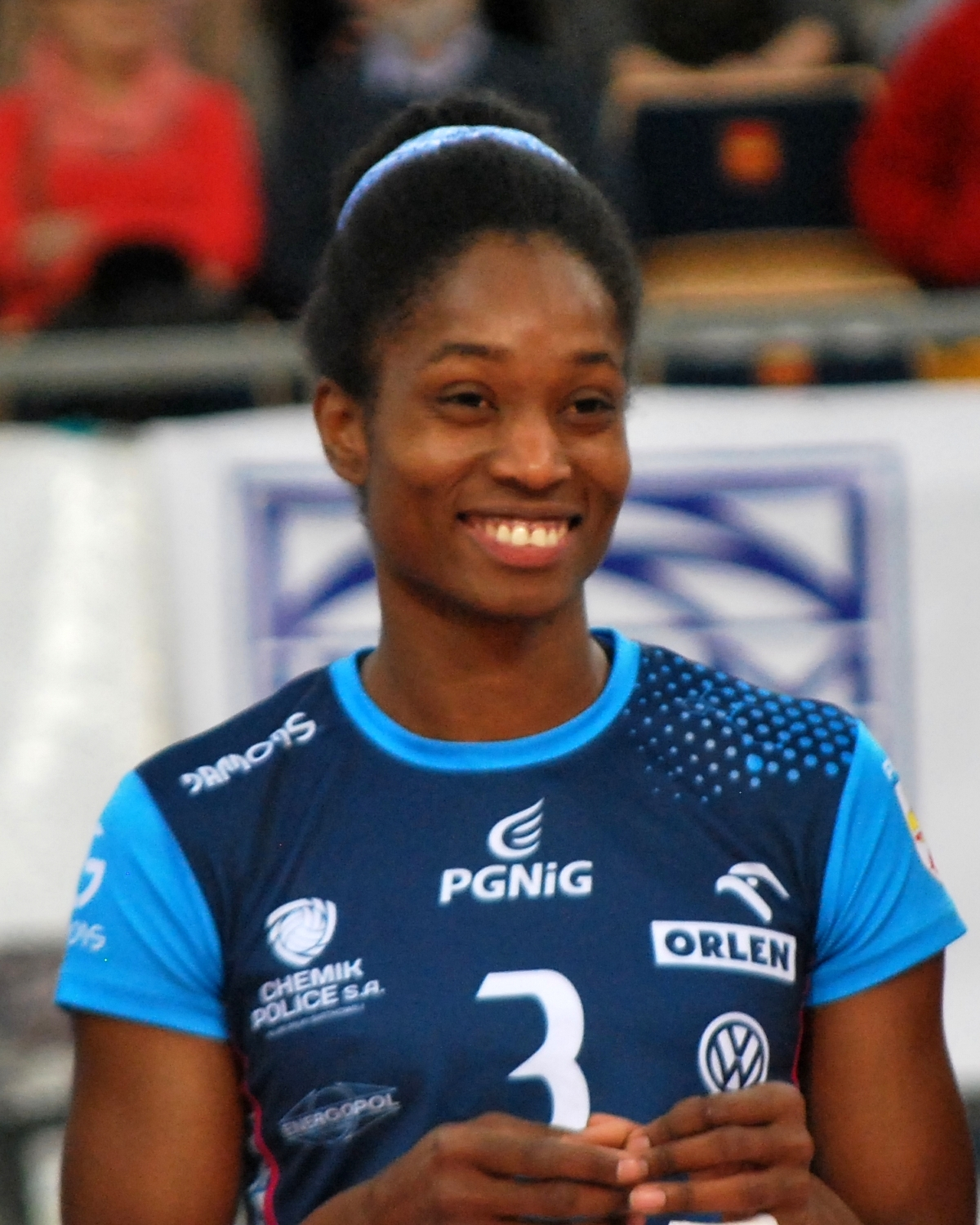
Маделлайн Монтаньо
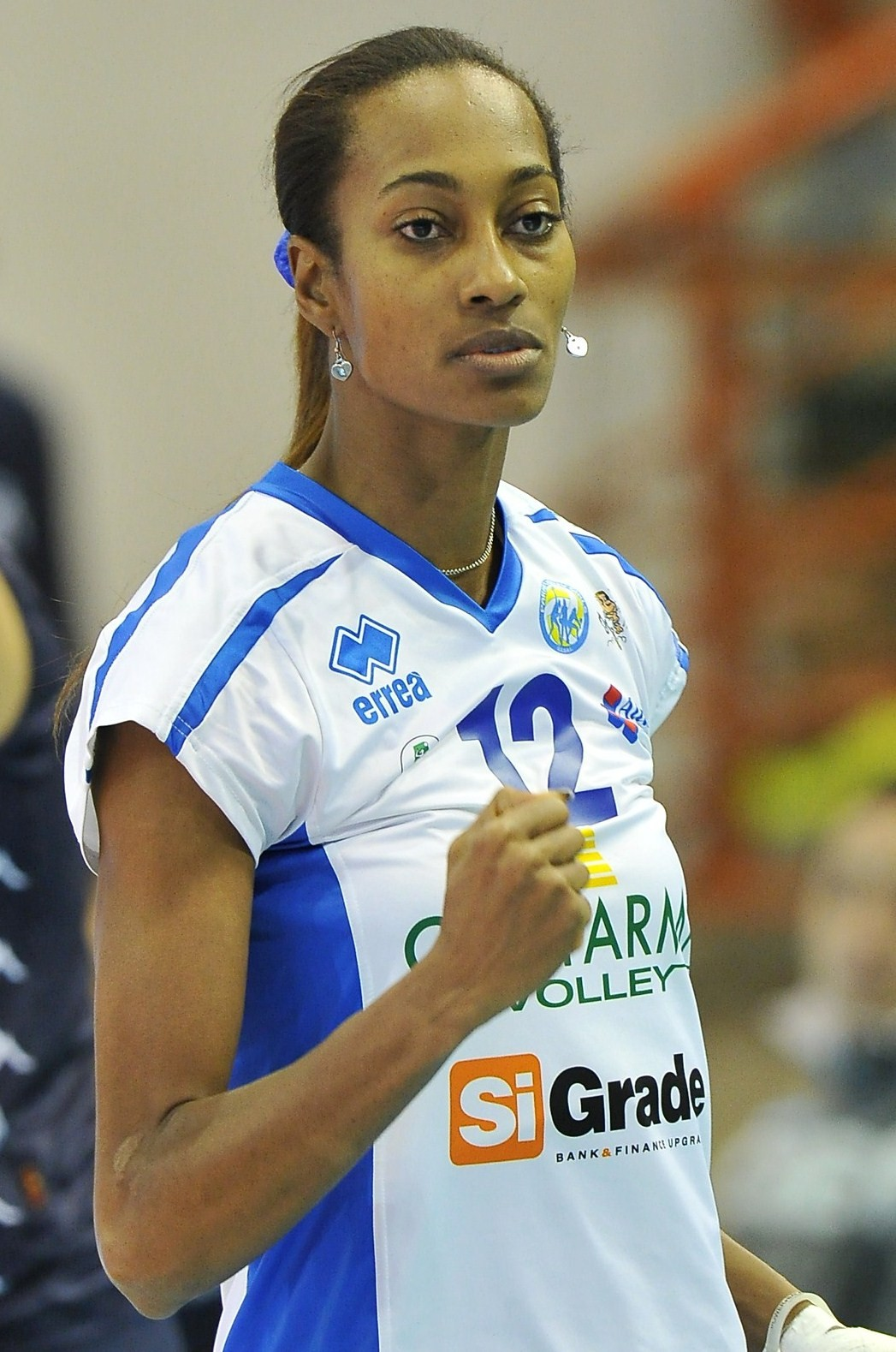
Кенни Морено
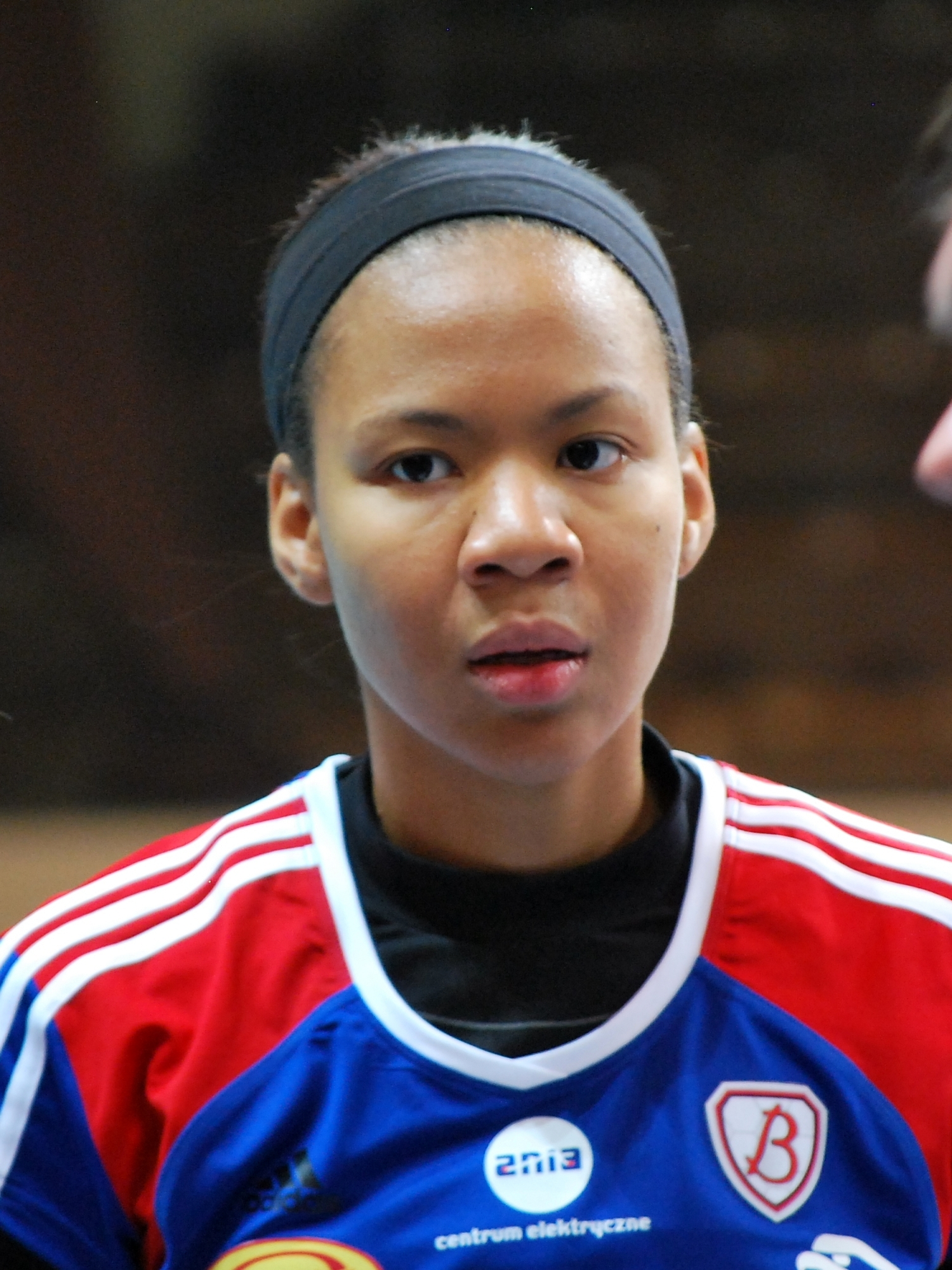
Паола Ампудия